# Otoque Oriente
Otoque Oriente è un comune (corregimiento) della Repubblica di Panama situato nel distretto di Taboga, provincia di Panama. Si estende su una superficie di 1,6 km² e conta una popolazione di 126 abitanti (censimento 2010).